# Capron (Illinois)
Capron és una població dels Estats Units a l'estat d'Illinois. Segons el cens del 2000 tenia 961 habitants.

## Demografia
Segons el cens del 2000, Capron tenia 961 habitants, 332 habitatges, i 245 famílies. La densitat de població era de 508,3 habitants/km².
Dels 332 habitatges en un 42,2% hi vivien nens de menys de 18 anys, en un 63% hi vivien parelles casades, en un 7,2% dones solteres, i en un 26,2% no eren unitats familiars. En el 19% dels habitatges hi vivien persones soles el 6,6% de les quals corresponia a persones de 65 anys o més que vivien soles. El nombre mitjà de persones vivint en cada habitatge era de 2,89 i el nombre mitjà de persones que vivien en cada família era de 3,33.
Per edats la població es repartia de la següent manera: un 31,1% tenia menys de 18 anys, un 8,8% entre 18 i 24, un 33% entre 25 i 44, un 18,1% de 45 a 60 i un 8,9% 65 anys o més.
L'edat mediana era de 32 anys. Per cada 100 dones de 18 o més anys hi havia 103,1 homes.
La renda mediana per habitatge era de 46.786 $ i la renda mediana per família de 52.500 $. Els homes tenien una renda mediana de 36.406 $ mentre que les dones 24.226 $. La renda per capita de la població era de 17.624 $. Aproximadament el 2,8% de les famílies i el 3,1% de la població estaven per davall del llindar de pobresa.

## Poblacions més properes
El següent diagrama mostra les poblacions més properes.